# Прогресс Агро
Группа компаний «Прогресс Агро» — российская сельскохозяйственная компания со штаб-квартирой в Усть-Лабинске (Краснодарский край), учреждённая в 2019 году и объединяющая сельскохозяйственные предприятия Краснодарского края. Большинство предприятий ГК Прогресс Агро ранее принадлежали агрохолдингу «Кубань» Олега Дерипаски, продавшему свой сельскохозяйственный бизнес после наложения на него в 2018 году персональных санкций Минфина США.
По состоянию на конец 2021 года в состав Прогресс Агро входили растениеводческое и животноводческое предприятие «Рассвет», мясокомбинат «Южный», сахарный завод «Свобода», завод по производству полипропиленовой упаковки. Земельный фонд Прогресс Агро составляет более 110 тысяч гектаров.
В 2019 году выручка группы компаний Прогресс Агро составила 11,2 млрд рублей, в 2020 году - 11,5 млрд рублей. 